# Helmut Frenz
Helmut Frenz (Allenstein, Alemania, 4 de febrero de 1933 - Hamburgo, Alemania, 13 de septiembre de 2011), fue un pastor luterano germano-chileno, que trabajó como activista de los derechos humanos durante la dictadura militar chilena, siendo fundador del Comité Pro Paz.

## Pastor Luterano
Nació el 4 de febrero de 1933, en la ciudad de Allenstein, Alemania. Realizó estudios de teología en las Universidades de Bonn, Goettingen y Kiel. En el año 1959, fue ordenado pastor luterano, labor que desarrolló durante seis años en Alemania. En 1965 se trasladó a Chile como pastor de la Iglesia Evangélica Luterana en Chile (IELCH) a la ciudad de Concepción, donde orientó su labor hacia la cárcel y diversos campamentos poblacionales de la localidad de Hualpencillo.
Sobre su llegada a Chile, junto con su familia, él recuerda:

“Mi esposa y yo dejamos Alemania porque habíamos oído hablar de los problemas del Tercer Mundo. Escogimos Chile por nuestros cuatro niños, porque en Argentina, Brasil o Paraguay tendríamos que haber ido a parroquias rurales y no queríamos mandarlos a escuelas lejanas. Fui destinado a Concepción, a la Deutsche Evangelische Kirche. Mi antecesor había desempeñado el cargo 35 años y era miembro del partido fascista dentro de la colonia alemana. Recibí de él una herencia muy pesada. Todo el culto se hacía en alemán. Sólo sabíamos latín y nada de castellano. Me di cuenta que había llegado a un lugar que no tenía nada de Tercer Mundo: era el ghetto alemán. Era muy chocante, en el centro estaban sus negocios... me tomé seis meses para aprender español en la escuela de teología en Buenos Aires. A partir de mi regreso la misa se hizo en castellano. Así empezó a llegar otro tipo de gente a la parroquia y eso generó un choque en la asamblea general. Había una madre que decía que enseñar el Padre Nuestro en castellano era echarle perlas a los puercos. Así fue como salí del ghetto”.

Fue elegido obispo por el sínodo de la Iglesia Evangélica Luterana de Chile, y se trasladó a Santiago, En 1970 fundó la Organización Ecuménica "Diaconía". En septiembre de 1973, participó en la creación de la Comisión Nacional de Ayuda a los Refugiados (CONAR), reconocida por el Alto Comisionado de las Naciones Unidas y por la dictadura militar, institución que permitió que alrededor de 7.000 refugiados extranjeros salieran de Chile, mediante ayuda social, espiritual y jurídica.

## El Comité Pro Paz
En los primeros días de octubre de 1973 junto al Cardenal Raúl Silva Henríquez, fundó el Comité de Cooperación para La Paz en Chile, Comité Pro Paz, compartiendo la presidencia de esa entidad con el obispo Fernando Ariztía Ruiz. En 1974, en reconocimiento a su labor humanitaria, el Alto Comisionado de las Naciones Unidas para los Refugiados, príncipe Sadruddin Aga Khan, le otorgó el Premio Nansen. En el año 1975, fundó una organización de carácter ecuménico, la Fundación de Ayuda Social de las Iglesias Cristianas (FASIC).
Las autoridades del Comité Pro Paz sostuvieron una reunión con Augusto Pinochet, ellos le hicieron presenta la situación de los detenidos desaparecidos, le dieron a conocer que un sacerdote español, Antonio Llidó Mengual estaba desaparecido, recucerda el pastor Frenz: 

“Le mostramos a Pinochet una foto del padre Llidó, y él nos dijo que no era cura, sino terrorista y que a comunistas y miristas había que torturarlos, para que ‘cantaran’”.

Debido a su labor, de defensa de los derechos humanos el 3 de octubre de 1975, fue expulsado de Chile por la dictadura militar chilena. En los meses siguientes fue disuelto el Comité Pro Paz.
Sobre su expulsión del país, él lo relata:

“Lo que más me ha golpeado en la vida fue mi expulsión de Chile. A mí no me interesaba hacer carrera en la iglesia ni en política. Se habían publicado en los diarios unas 600 firmas de feligreses solicitando que me fuera. Por eso, un periodista le preguntó a Pinochet cuándo me iba a expulsar, y él dijo: ‘Nosotros no nos mezclamos con las cosas de la iglesia’. Y yo le creí. Decidí ir a Ginebra a dejar mi informe. Ya tenía una nueva familia cristiana con un grupo de sacerdotes, monjas y laicos. El decreto de expulsión lo firmó el general César Benavides, entonces ministro del Interior. Willy Brandt, ministro de Relaciones Exteriores de Alemania, y el senador Edward Kennedy, de Estados Unidos, intervinieron. Pero fue inútil”.

## Su trabajo en Alemania
De regreso en Alemania desempeñó, por más de 10 años, el cargo de Secretario Ejecutivo de Amnistía Internacional, preocupándose especialmente de denunciar las violaciones a los derechos humanos en Chile, y de acoger a los exiliados que llegaban a esa nación. Del mismo modo, efectuó denuncias contra la Sociedad Benefactora y Educacional Dignidad. Luego de amnistía trabajo con los refugiados en Hamburgo. Fue director del Departamento de Refugiados del estado federal de Schleswig Holstein.

## Chileno por gracia
Escribió sus memorias en un libro que publicó en el año 2006, este lo denominó “Mi vida chilena”. El año 2007, la entonces presidenta Michelle Bachelet le concede a junto al Congreso Nacional la nacionalidad chilena por gracia a este pastor luterano en reconocimiento como país y sociedad a su labor en defensa de los derechos humanos y la paz en Chile.
Falleció el 13 de septiembre de 2011 en Hamburgo, Alemania.